# Ригель замка

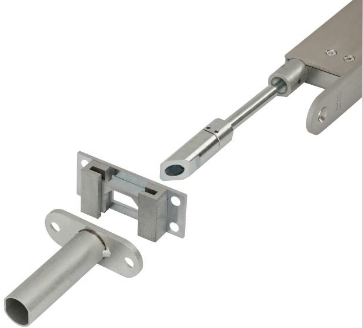
Ригель запорного устройства пассивной створки двустворчатой двери

Ри́гель (нем. Riegel — поперечина, засов, задвижка) — часть запорного устройства, замка, которая непосредственно запирает объект закрытия. Представляет собой металлический (в редких случаях пластиковый) стержень, который может выдвигаться или поворачиваться, таким образом входя между подвижным и неподвижным элементами объекта и препятствуя их нежелательному или несанкционированному смещению. В криминалистике следы, оставленные на ригеле замка, используются в диагностических или идентификационных целях.